# Buchanan, Georgia
Buchanan är administrativ huvudort i Haralson County i Georgia. Orten har fått namn efter president James Buchanan. Vid 2010 års folkräkning hade Buchanan 1 104 invånare.